# Lepidodactylus oorti
Lepidodactylus oorti — вид геконоподібних ящірок родини геконових (Gekkonidae). Ендемік Індонезії. Вид названий на честь нідерландського орнітолога Едуарда Даніеля ван Оорта.

## Поширення і екологія
Lepidodactylus oorti мешкають на Молуккських островах, зокрема на островах Танімбар та на Теуні, Серуа і Дамарі в групі островів Барат-Дая. Вони живуть в мангрових лісах.